# Hellinsia repini

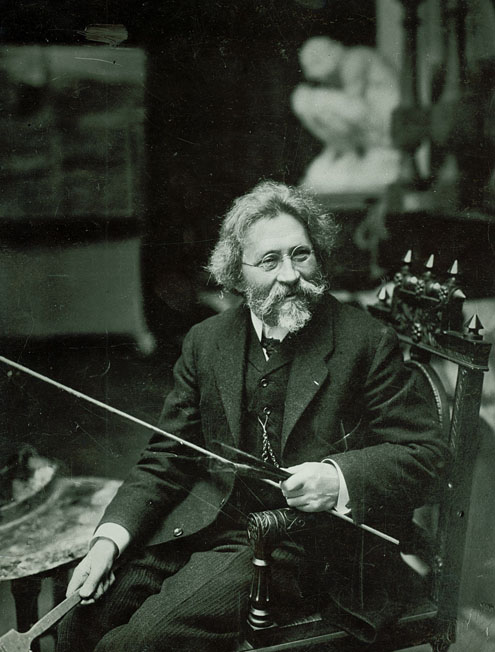
Художник Илья Репин (1844—1930), в честь которого назван новый вид

Hellinsia repini (лат.) — вид бабочек-пальцекрылок род Hellinsia из подсемейства Pterophorinae. Название дано в честь известного русского художника Ильи Ефимовича Репина (1844—1930).

## Распространение
Центральная Америка: Гондурас.

## Описание
Небольшие молевидные бабочки с бахромчатыми расщеплёнными на лопасти крыльями. Размах крыльев до 22 мм. Голова с коричневыми чешуйками, грудь с желтовато-серыми волосками. Передние и задние крылья желтовато-коричневые, усики и ноги серовато-жёлтые. Лоб без конусовидного пучка волосков, голова с тонкими губными щупиками, длина которых примерно равна диаметру глаз. Передние бахромчатые крылья на одну треть расщеплены на две части, а задние расщеплены на три части (вторая лопасть с 2 жилками). Окраска крыльев от беловато-серой до серовато-чёрной. Ветви жилок R3 и R4 сближены в основании, а жилки M3 и Cu1 находятся на общем стебле.
Вид был впервые описан в 2018 году российскими лепидоптерологами В. Н. Ковтуновичем (Москва, МОИП) и П. Я. Устюжаниным (Барнаул, Алтайский университет) с коллегами по материалам из Гондураса вместе с видами H. shishkini, H. kuinji, H. levitani, H. polenovi, H. savrasovi и H. vasnetsovi.